# Olidin
Olidin was een jeugdblad, dat tussen 1957 en 1963 werd uitgegeven door oliemaatschappij Shell en vormgegeven door reclamebureau Van Maanen in Amsterdam. Het blad bevatte strips, verhalen en puzzels en werd gratis verstrekt aan leden van de Shell Junior Club.
Voor het reclameblad Olidin werkte Nederlandse striptekenaars als Hans Kresse, Carol Voges, Jan Kruis, Piet Wijn, Frits Godhelp, Joost Rietveld, Dick Vlottes en Jan van der Voo. De strips werden in zwart-wit gedrukt.
In 1963 besloot Shell om de Shell Junior Club op te heffen, waarmee ook het blad Olidin verdween.